# Squamicreedia obtusa
Squamicreedia obtusa är en fiskart som beskrevs av Hialmar Rendahl 1921. Squamicreedia obtusa ingår i släktet Squamicreedia och familjen Percophidae. Inga underarter finns listade i Catalogue of Life.